# 约瑟普·布雷卡洛
约瑟普·布雷卡洛（1998年6月23日—），克罗地亚男子足球运动员，场上位置是前锋。現效力於意甲球隊費倫天拿。克羅地亞國家足球隊成員。他曾代表克罗地亚参加2020年欧洲足球锦标赛，结果队伍止步十六强赛。

## 俱樂部生涯
2021年8月31日，布雷卡洛以租借形式加盟拖連奴。
2023年1月28日，布雷卡洛回到意大利，与佛罗伦萨签约。